# Heribert Sturm
Heribert Sturm (22. července 1904, Chodov – 28. října 1981, Amberg) byl česko-německý historik, historik umění a městský archivář v Jáchymově, Chebu a německém Ambergu.

## Život a činnost

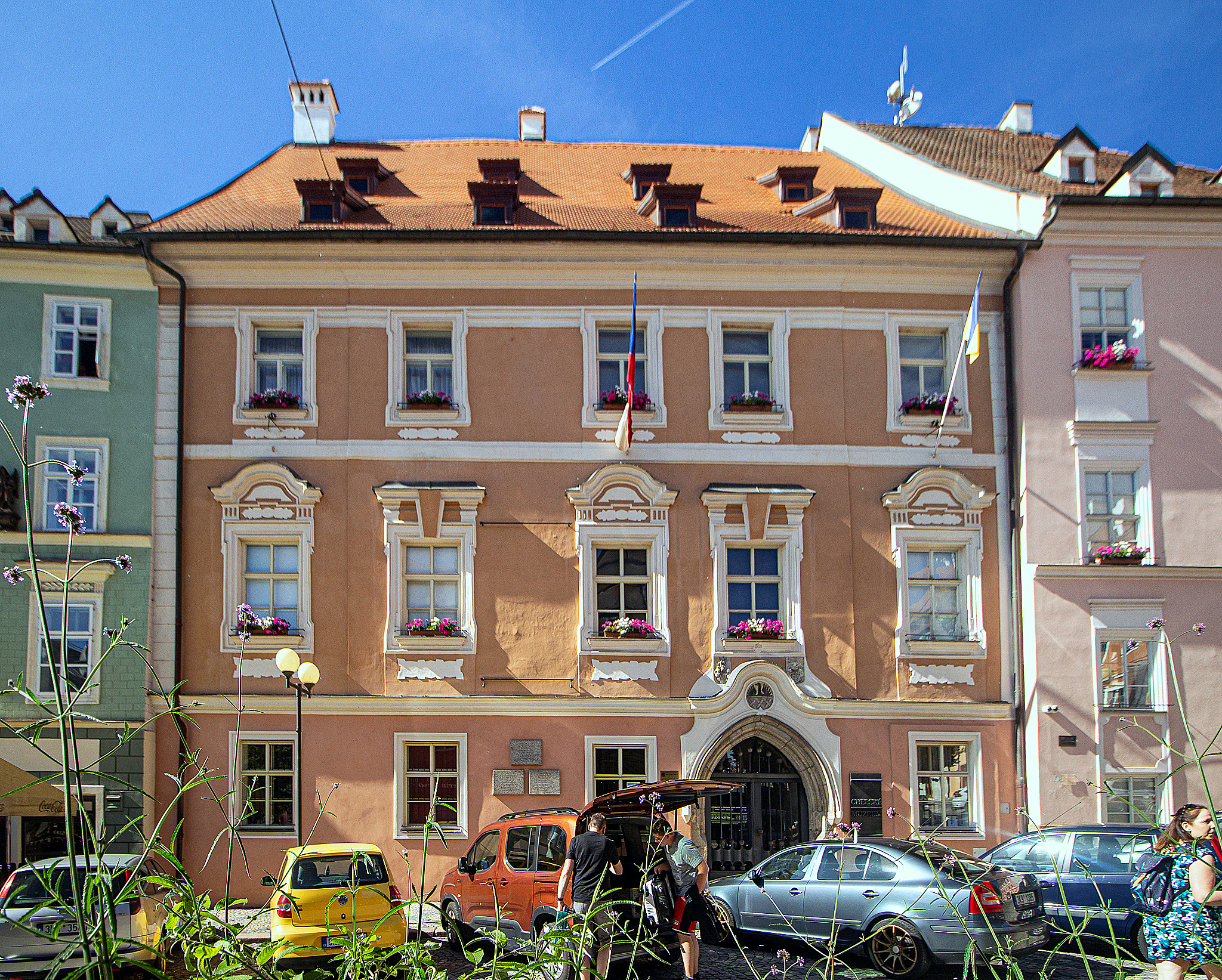
Pachelbelův dům na nám. Krále Jiřího z Poděbrad v Chebu, sídlo Městského muzea

Narodil se české německé rodiny v Chodově u Falknova. Studoval na Gymnáziu v Kadani a v roce 1923 maturoval s vyznamenáním. Po maturitě vystudoval na univerzitě v Praze historii a germanistiku.
V letech 1928 až 1934 pracoval jako městský archivář v Jáchymově. Poté se zapojil do správy muzea v Chebu jako nový vedoucí archivu, kde pracoval až do německé okupace. V době druhé světové války byl odveden do armády a aktivita muzea byla výrazně omezena.
Kvůli spojeneckým náletům v roce 1944 bylo rozhodnuto o evakuaci cenných exponátů do německého Tirschenreuthu. Heribert Strum se navzdory obtížné osobní situaci vyplývající z jeho německé národnosti v roce 1945 zasadil o jejich návrat, poté, co se zástupci americké armády vyjednal návrat městských sbírek. Dále také zachraňoval artefakty z majetku odsouvaných občanů. Při této činnosti mu již pomáhali Jan Kubín, který byl nově pověřen vedením Chebského muzea, a historička Mira Mladějovská, která osobně intervenovala na základě Sturmových osobních morálních a odborných kvalit za jeho vynětí z odsunu. Tato její snaha se však nebyla úspěšná.
Po vystěhování do Německa byl ředitelem archivu v Ambergu a zakládající člen a také člen představenstva Collegia Carolina v Mnichově. Zde stál u zrodu slovníku Biographisches Lexikon zur Geschichte der böhmischen Länder.